# Morrison County
Morrison County er et county i den amerikanske delstat Minnesota. Amtet ligger i den centrale del af delstaten og grænser op til Cass County i nord, Crow Wing County i nordøst, Mille Lacs County i øst, Benton County i syd, Stearns County i sydvest og mod Todd County i vest.
Morrison Countys totale areal er 2.987 km² hvoraf 75 km² er vand. I 2000 havde amtet 31.712 indbyggere. Amtets administration ligger i byen Little Falls.
Amtet har fået sit navn efter pelshandler William Morrison.
45°58′00″N 94°22′00″V / 45.966666666667°N 94.366666666667°V